# 納德利曼斯凱
46°22′22″N 30°20′0″E / 46.37278°N 30.33333°E
納德利曼斯凱（烏克蘭語：Надлиманське）是位於烏克蘭西南部的村莊，由敖德萨州敖德萨区的馬亞基市鎮負責管轄。該村始建於1805年，面積5.6平方公里，海拔高度45米，2001年人口1,806，人口密度每平方公里322.79人。